# Monastère de Zographou
Le monastère de Zographou (en grec moderne : Ζωγράφου) est un des vingt monastères orthodoxes de la communauté monastique du mont Athos, dont il occupe la 9e place dans le classement hiérarchique.
Il est situé au nord de la péninsule.
En 1990, il comptait 15 moines bulgares et est dédié à saint Georges (patron de la Bulgarie), dont la fête votive est le 23 avril (6 mai). En 2011, il comptait une trentaine de moines bulgares.

## Histoire
Le monastère a été fondé au Xe siècle, par les moines Moïse, Aaron et Jean.

## Patrimoine artistique

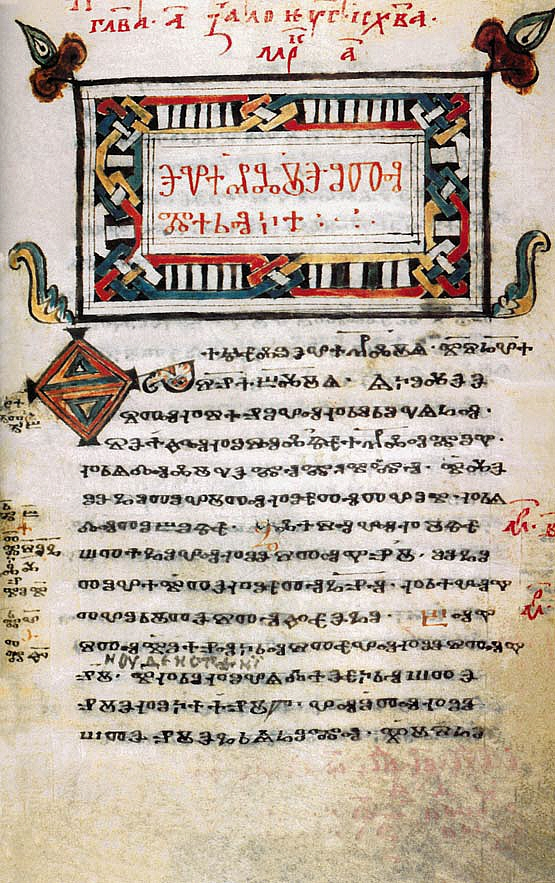
Page du Codex Zographensis

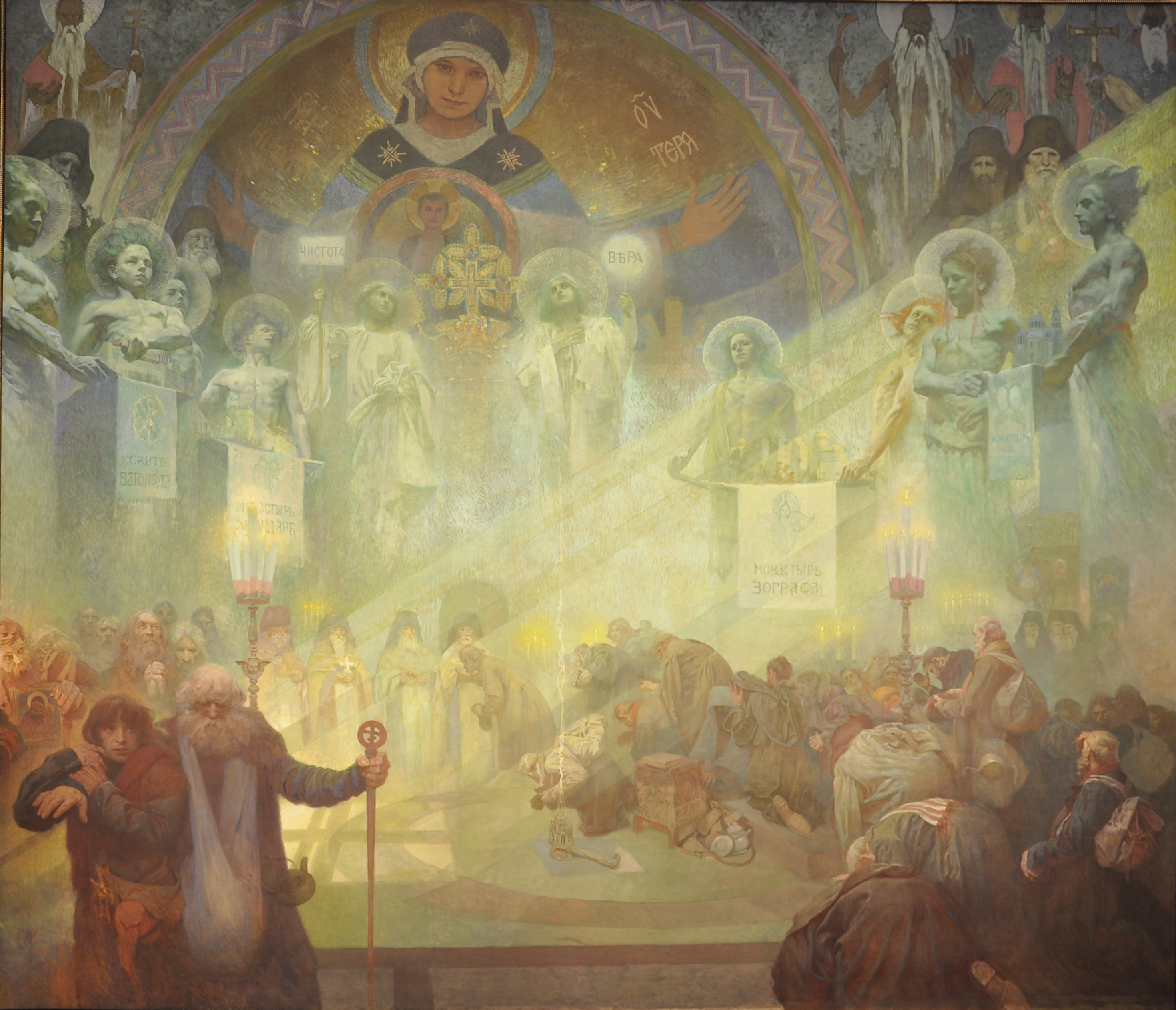
Alfons Mucha, Le monastère de Zographou, tableau de 1926, Musée national de Prague.